# Classic Brugge-De Panne femminile 2021
La Classic Brugge-De Panne femminile 2021, quarta edizione della corsa e valevole come terza prova dell'UCI Women's World Tour 2021 categoria 1.WWT, si svolse il 25 marzo 2021 su un percorso di 148,8 km, con partenza da Bruges e arrivo a De Panne, in Belgio. La vittoria fu appannaggio dell'australiana Grace Brown, la quale completò il percorso in 4h03'17", alla media di 39,164 km/h, precedendo la danese Emma Norsgaard e la belga Jolien D'Hoore.
Sul traguardo di De Panne 106 cicliste, su 141 partite da Bruges, portarono a termine la competizione. 

## Squadre e corridori partecipanti
| N.      | Cod. | Squadra                         |
| ------- | ---- | ------------------------------- |
| 1-6     | DSM  | Team DSM                        |
| 11-16   | LIV  | Liv Racing                      |
| 21-26   | SDW  | Team SD Worx                    |
| 31-36   | TFS  | Trek-Segafredo                  |
| 41-46   | MOV  | Movistar Team Women             |
| 51-56   | BEX  | Team BikeExchange               |
| 61-66   | FDJ  | FDJ Nouvelle-Aquitaine          |
| 71-76   | CSR  | Canyon-SRAM Racing              |
| 81-86   | ALE  | Alé BTC Ljubljana               |
| 91-96   | WNT  | Ceratizit-WNT Pro Cycling       |
| 101-106 | LSL  | Lotto-Soudal Ladies             |
| 111-116 | CGS  | Cogeas-Mettler Pro Cycling Team |

| N.      | Cod. | Squadra                       |
| ------- | ---- | ----------------------------- |
| 121-126 | MNX  | A.R. Monex Women's            |
| 131-136 | PHV  | Parkhotel Valkenburg          |
| 141-146 | VAL  | Valcar-Travel & Service       |
| 151-156 | CCT  | Bingoal Casino-Chevalmeire    |
| 161-166 | PLP  | Plantur-Pura                  |
| 171-176 | DVE  | Doltcini-Van Eyck-Proximus CT |
| 181-186 | MUL  | Multum Accountants Ladies     |
| 191-196 | DPS  | Drops-Le Col s/b TEMPUR.      |
| 201-205 | HPU  | Team Coop-Hitec Products      |
| 211-216 | NXG  | NXTG Racing                   |
| 221-226 | RUP  | Team Rupelcleaning            |
| 231-236 | TOP  | Top Girls Fassa Bortolo       |

## Ordine d'arrivo (Top 10)
| Pos. | Corridore      | Squadra      | Tempo    |
| ---- | -------------- | ------------ | -------- |
| 1    | Grace Brown    | BikeExchange | 4h03'17" |
| 2    | Emma Norsgaard | Movistar     | a 7"     |
| 3    | Jolien D'Hoore | SD Worx      | s.t.     |
| 4    | Lotte Kopecky  | Liv          | s.t.     |
| 5    | Elisa Balsamo  | Valcar       | s.t.     |
| 6    | Kirsten Wild   | Ceratizit    | s.t.     |
| 7    | Chloe Hosking  | Trek         | s.t.     |
| 8    | Alice Barnes   | Canyon       | s.t.     |
| 9    | Amy Pieters    | SD Worx      | s.t.     |
| 10   | Julie Leth     | Ceratizit    | s.t.     |